# Dala7

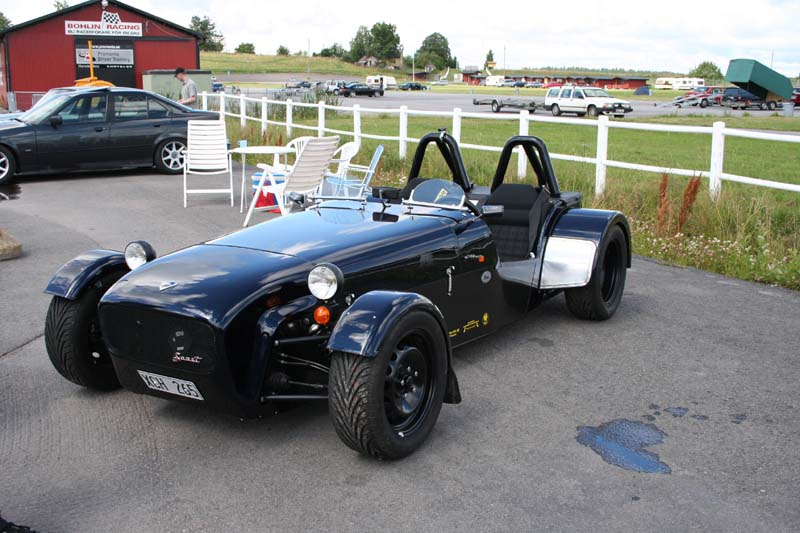
El Dala7 es notablemente más ancho que el resto de vehículos basados en el Lotus Seven.

El Dala7 es un automóvil inspirado en el Lotus Seven, ensanchado, haciendo uso de componentes Volvo. El propósito de este diseño es la creación de un vehículo basado en el Lotus Seven adecuado para las condiciones de las carreteras suecas, así que se hizo más alto y ancho para que personas altas se sintieran cómodas en su interior y para poder utilizar repuestos Volvo, abundantes en Escandinavia. El chasis está basado en el diseño del Esther, pero 16 cm más ancho y 12 cm más largo con la intención de usar el propulsor, por ejemplo, de un Volvo 740. La fábrica se sitúa en Stora Skedvi, cerca de Säter, en Dalarna.
Aunque los modelos Volvo son los donantes de piezas preferidos, existen excepciones, en las que se toman motores de SAAB, Opel, Ford, Mazda y demás.